# Павел Вшолек
Павел Вшолек (пол. Paweł Wszołek, нар. 30 квітня 1992, Тчев) — польський футболіст, фланговий півзахисник столичного клубу «Легія».

## Клубна кар'єра
Народився 30 квітня 1992 року в місті Тчев. Вихованець юнацької команди з рідного міста «Вісла» (Тчев), також займався в академіях футбольних клубів «Лехія» (Гданськ) і «Полонія» (Варшава).
У дорослому футболі дебютував 2010 року виступами за головну команду «Полонії», в якій провів три сезони, взявши участь у 60 матчах чемпіонату. 
Своєю грою за цю команду привернув увагу представників тренерського штабу італійського клубу «Сампдорія», до складу якого приєднався влітку 2013 року. Спочатку досить регулярно потрапляв до складу генуезької команди, згодом почав дедалі рідше виходити на поле і в серпні був відданий в оренду до іншої команди елітного італійського дивізіону «Верони».

## Виступи за збірні
2010 року дебютував у складі юнацької збірної Польщі, взяв участь у 9 іграх на юнацькому рівні.
Протягом 2011–2013 років залучався до складу молодіжної збірної Польщі. На молодіжному рівні зіграв у 14 офіційних матчах, забив 3 голи.
2012 року дебютував в офіційних матчах у складі національної збірної Польщі, провівши на полі перший тайм товариської зустрічі зі збірною ПАР. Наразі провів у формі головної команди країни 11 матчів.
| Дата       | Місто      | Господарі          | Результат | Гості      | Турнір            | Голи | Примітки |
| ---------- | ---------- | ------------------ | --------- | ---------- | ----------------- | ---- | -------- |
| 12-10-2012 | Варшава    | Польща             | 1 – 0     | ПАР        | товариський матч  | -    | 46'      |
| 17-10-2012 | Варшава    | Польща             | 1 – 1     | Англія     | Відбір до ЧС 2014 | -    | 63'      |
| 14-12-2012 | Анталья    | Північна Македонія | 1 – 4     | Польща     | товариський матч  | -    | 46'      |
| 02-02-2013 | Малага     | Румунія            | 1 – 4     | Польща     | товариський матч  | -    | 46'      |
| 06-09-2013 | Варшава    | Польща             | 1 – 1     | Чорногорія | Відбір до ЧС 2014 | -    | 62'      |
| 10-09-2013 | Серравалле | Сан-Марино         | 1 – 5     | Польща     | Відбір до ЧС 2014 | -    | 79'      |
| 13-05-2014 | Гамбург    | Німеччина          | 0 – 0     | Польща     | товариський матч  | -    | 81'      |
| 26-03-2016 | Вроцлав    | Польща             | 5 – 0     | Фінляндія  | товариський матч  | 2    | 86'      |
| 11-10-2016 | Варшава    | Польща             | 2 – 1     | Вірменія   | Відбір до ЧС 2018 | -    | 34'      |
| 14-11-2016 | Вроцлав    | Польща             | 1 – 1     | Словенія   | товариський матч  | -    | 66'      |
| 13-11-2017 | Гданськ    | Польща             | 0 – 1     | Мексика    | товариський матч  | -    | 46'      |
| Усього     |            | Матчів             | 11        |            | Голів             | 2    |          |

## Титули і досягнення
- Чемпіон Польщі (2):

«Легія»: 2019/20, 2020/21
- Володар Кубка Польщі (2):

«Легія»: 2022/23, 2024/25
- Володар Суперкубка Польщі (2):

«Легія»: 2023, 2025